# مودرنيزر
مودرنيزر (بالإنجليزية: Modernizr)‏ هو مكتبة جافا سكريبت تهدف إلى الكشف عن ميزات HTML5 و CSS3 في مختلف المتصفحات، مما يجنب الجافا سكريبت استخدام ميزات غير مدعومة أو استخدام حل بديل لتوفيرها. «مودرنيزر» يهدف إلى توفير طريقة للكشف عن الميزات بطريقة كاملة وموحدة.

## نظرة عامة
العديد من مميزات HTML5 وCSS3 تم تطبيقها في متصفح رئيسي واحد على الأقل. «مودرنيزر» يحدد ما إذا كان المتصفح المستخدم يدعم ميزة معينة أم لا. وهذا يتيح للمطورين الاستفادة من الميزات الجديدة التي يدعمها المتصفح، مع بعد إنشاء حلول بديلة (fallbacks) للمتصفحات التي تفتقر إلى الدعم. في كل من عامي 2010 و 2011، فازت المكتبة بجائزة «جائزة.نت لتطبيق المفتوح المصدر للسنة» (net Award for Open Source App of the Year)، وفي عام 2011 واحد من المطورين الرئيسيين، بول الأيرلندي، فاز بجائزة «مطورين السنة» (Developers of the Year).